# مرکز شنای ام۸۶

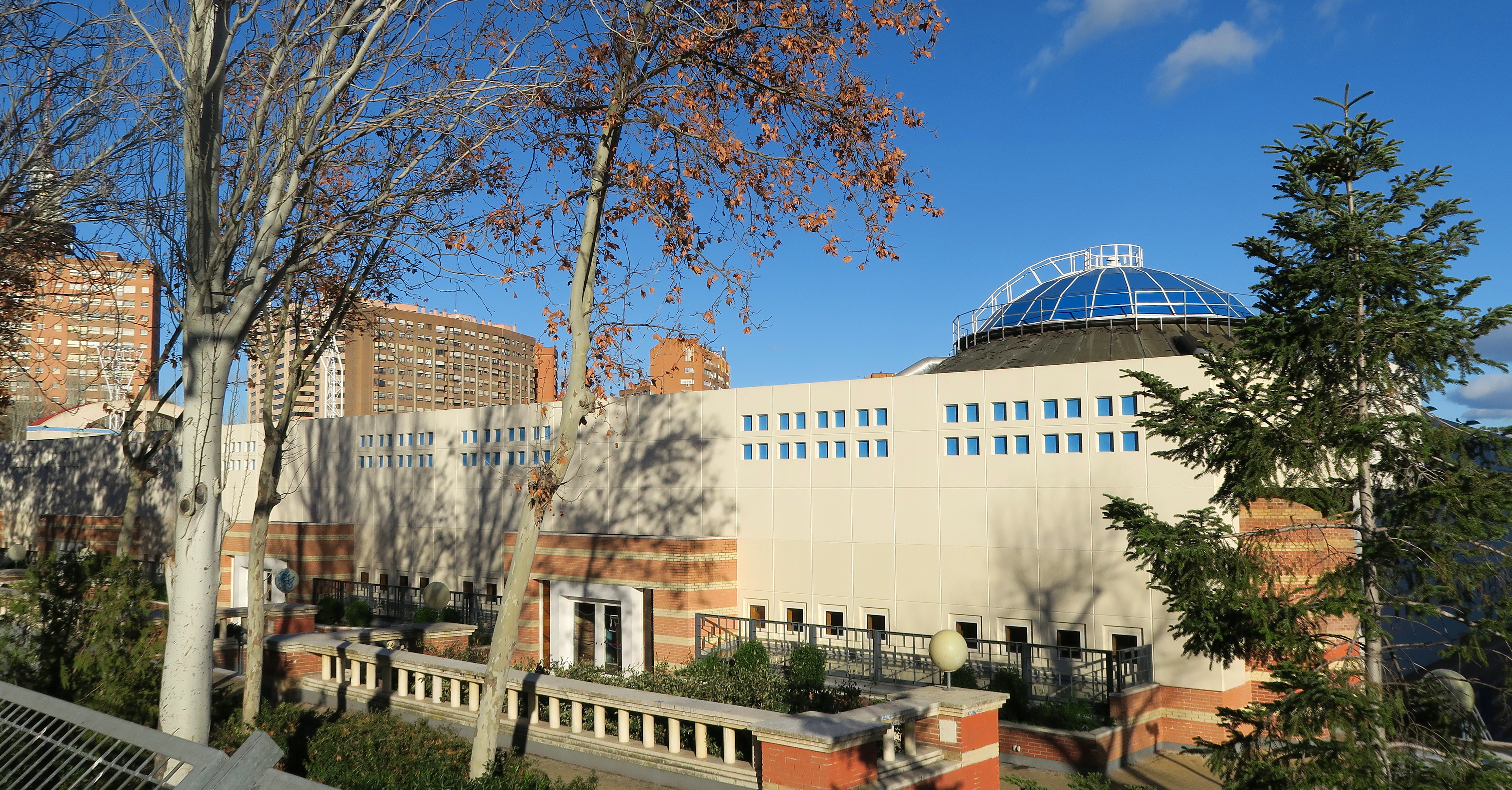
مرکز شنای ام۸۶ در مادرید

مرکز شنای ام۸۶ (به انگلیسی: M86 Swimming Center) یک مجموعه از استخرهاست که در جنوب شرقی مادرید قرار دارد. در ۱۴ مه ۱۹۸۶ به صورت رسمی افتتاح شد. این مجموعه برای میزبانی مسابقات جهانی ورزش‌های آبی ۱۹۸۶ برای رشته‌های شنا، واترپلو، شیرجه و شنای موزون ساخته شد. مساحت این مجموعه ۲۱٫۰۰۰ مترمربع می‌باشد. این مکان همچنین مقر فدراسیون شنای سلطنتی اسپانیا نیز است.

## رویدادها
- مسابقات ورزش‌های آبی اروپا ۲۰۰۴
- مسابقات قهرمانی واترپلو بانوان اروپا در سال ۲۰۱۱
- مسابقات قهرمانی اسپانیا
- لیگ اسپانیا
- لیگ جهانی واترپلو
- مسابقات واترپلو قهرمانی جهان

## جایزه‌ها
- ۱۹۸۶: مدال طلا به بهترین امکانات برای ورزش‌های آبی
- ۱۹۸۹: جایزه ملی برای بهترین کیفیت ورزشی
- ۱۹۸۹: بزرگترین مجموعه شنا در جهان (رکورد گینس)
- مدال نقره، رده آ، به عنوان مرکز آموزش عالی توسط انجمن بین‌المللی ساخت امکانات ورزشی برای ورزش و اوقات فراغت